# Pianella
Pianella est une commune de la province de Pescara, dans la région Abruzzes, en Italie.

## Administration
| Période                                  | Période  | Identité           | Étiquette | Qualité |
| ---------------------------------------- | -------- | ------------------ | --------- | ------- |
| 27 mai 2003                              | En cours | Giorgio D'Ambrosio |           |         |
| Les données manquantes sont à compléter. |          |                    |           |         |

### Hameaux
Astignano, Castellana Pianella, Cerratina Pianella, Collalto, Collecinciero Micone, Colleionne San Martino Granaro, Garofalo, Nora, Pratelle, San desiderio Villa Finocchio, Vicenne sud.

### Communes limitrophes
Catignano, Cepagatti, Loreto Aprutino, Moscufo, Nocciano, Rosciano, Spoltore.